# Cylicomorpha
Genre
Cylicomorpha est un genre de plantes de la famille des Caricaceae.

## Liste d'espèces
Selon Catalogue of Life (26 juillet 2017) :
- Cylicomorpha parviflora Urb.
- Cylicomorpha solmsii (Urb.) Urb.

Selon GRIN (26 juillet 2017) :
- Cylicomorpha parviflora Urb.
- Cylicomorpha solmsii (Urb.) Urb.

Selon NCBI (26 juillet 2017) :
- Cylicomorpha parviflora
- Cylicomorpha solmsii

Selon The Plant List (26 juillet 2017) :
- Cylicomorpha parviflora Urb.
- Cylicomorpha solmsii (Urb.) Urb.

Selon Tropicos (26 juillet 2017) (Attention liste brute contenant possiblement des synonymes) :
- Cylicomorpha parviflora Urb.
- Cylicomorpha solmsii (Urb.) Urb.